# Sukomobanare
Sukomobanare (japanisch 須子茂離) ist eine unbewohnte Insel der Amami-Gruppe in Japan. Sie gehört administrativ zur Stadt Setouchi im Landkreis Ōshima-gun der Präfektur Kagoshima.
Die beiden nächstgelegenen, größeren Inseln sind Yoroshima etwa 4,5 Kilometer entfernt im Süden und Kakeroma-jima etwa 4 Kilometer entfernt im Nordosten. Sukomobanare hat eine in Nordwest-Südost-Richtung langgestreckte Form mit einer Länge von etwa 2 km und maximalen Breite von etwa 850 m. Die Gesamtfläche von Sukomobanare beträgt 94 Hektar. Die höchste Erhebung der Insel liegt im Nordwesten und erreicht eine Höhe von 152 m. Die südöstliche Hälfte der Insel hat eine maximale Höhe von 118 m. Die Insel ist mit Palmfarnen bewachsen. Auf der Südwestseite liegt ein langgestreckter Sandstrand und ein kleinerer auf der Südostseite. Die Insel wird zum Zelten genutzt.